# Molecularitate
În chimie, molecularitatea este numărul de molecule care reacționează într-o reacție elementară (cu o singură etapă) și este egală cu suma coeficienților stoechiometrici ai reactanților în reacția elementară, care prezintă o coliziune efectivă (energie de activare suficientă) și o orientare corectă. În funcție de numărul moleculelor care se reunesc, o reacție poate fi unimoleculară, bimoleculară sau chiar trimoleculară.
Ordinul cinetic al oricărei reacții elementare sau etape de reacție este egală cu molecularitatea sa, iar ecuația vitezei unei reacții elementare poate fi, prin urmare, determinată pornind de la molecularitate.
Cu toate acestea, ordinul cinetic al unei reacții complexe (formată din mai multe etape) nu este neapărat egal cu numărul de molecule implicate. Conceptul de molecularitate este util doar pentru a descrie reacții sau etape elementare.